# ケプラー6
ケプラー6（英語:Kepler-6）とは、はくちょう座にある黄色の恒星である。この恒星は、NASAが地球に似た太陽系外惑星を発見するために打ち上げられた探査機ケプラーの観測視野内にある。ケプラー6は太陽より金属が多く、やや大きい一方、表面温度はわずかに低い。ケプラーの観測により、ケプラー6に少なくとも1つ、ケプラー6bという木星サイズの太陽系外惑星が発見されている。

## 命名と歴史
ケプラー6は、2009年に始まった太陽系外惑星探査のケプラー計画によって命名された。「太陽」や「シリウス」のような固有名は持たない。惑星ケプラー6bは、ケプラーが最初の成果として発見した他の4つの太陽系外惑星（ケプラー4b・ケプラー5b・ケプラー7b・ケプラー8b）と共に、2010年1月4日に行われたアメリカ天文学会 第215回会合にて公表された。ケプラー6bは、ケプラー計画が発見した3番目の系外惑星となる。ちなみに、3番目の発見なのに番号が6なのは、ケプラー以前に発見されていた3つの惑星（TrES-2・HAT-P-7b・HAT-P-11b）で試験観測を行い、それらの惑星を検出することでケプラーの観測精度の確認を行ったためである。
ケプラーによるケプラー6bの発見は、アメリカはハワイ州のケック第1望遠鏡、テキサス州のホビー・エバリー望遠鏡、ハーラン・J・スミス望遠鏡、カリフォルニア州のヘール望遠鏡、C・ドナルド・シェーン望遠鏡、アリゾナ州のフレッド・ローレンス・ウィップル天文台、WIYN望遠鏡、MMT・ティリングハスト望遠鏡、そしてカナリア諸島の北欧光学望遠鏡の追観測によって確定した。

## 特徴
| 太陽 | ケプラー6 |
| ---- | --------- |
| 太陽 | Exoplanet |

ケプラー6は、質量が太陽の1.209倍と、太陽より2割ほど大きく、半径も太陽の1.391倍と、太陽より4割ほど大きい。ケプラー6の年齢は、約38億年とされており、表面温度は5,647K（5,374℃）と太陽の5,777K（5,504℃）よりわずかに冷たい。金属量は[Fe/H]=+0.34と太陽より多く、存在比で太陽の2.2倍に上る量の金属が含まれるとされている。
ケプラー6の視等級は13.5と暗く、肉眼では見ることができない。ちなみに、地球から見た冥王星の視等級は、最も明るい時で13.65である。

## 惑星系

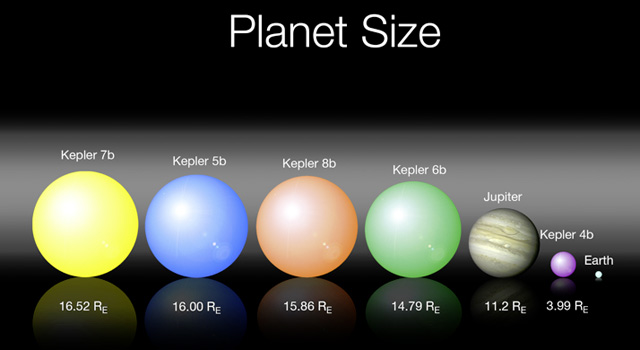
ケプラーによって初めて発見された、5つの太陽系外惑星の大きさの比較。この中でケプラー6b（緑色）は4番目に大きい。

前述の通り、ケプラー6には木星の3分の2に相当する0.668倍の質量を持つ太陽系外惑星、ケプラー6bが発見されている。ケプラー6bの半径は木星の1.304倍と、木星より3分の1ほど大きい。ケプラー6bはケプラー6から平均0.04852AU（約726万km）離れた軌道を3.235日で公転している。ケプラー6bの軌道は、円形を仮定している。
| 名称 （恒星に近い順） | 質量     | 軌道長半径 （天文単位） | 公転周期 (日) | 軌道離心率 | 軌道傾斜角 | 半径     |
| --------------------- | -------- | ----------------------- | ------------- | ---------- | ---------- | -------- |
| b                     | 0.668 MJ | 0.04852                 | 3.2346996     | 0          | 88.93°     | 1.304 RJ |